# Hashimoto Mantarō
Pour les articles homonymes, voir Hashimoto.
Hashimoto Mantarō (橋本 萬太郎), 26 novembre 1932 - 7 juin 1987, est un sinologue japonais auteur de plusieurs ouvrages sur les langues sinitiques, la phonologie et la langue hakka, la lexicologie, le taïwanais et l'influence des langues altaïques sur le mandarin.

## Liste des ouvrages et articles publiés
- The Bon-shio （文昌） Dialect of Hainan — A Historical and Comparative Study of Its Phonological Structure, First part: The Initials (1960)ジュンヤン語（ソビェト・ドゥンガーン語） 研究書目解題 (1962)

西夏国書字典同音の同居韻 (1963)
- The Phonology of Ancient Chinese (1978)
- 客家语基础语汇集 (1972)
- The Hakka Dialect (1973)
- 言语类型地理论 (1977)
- The Altaicization of Northern Chinese (1986)
- Hakka in Wellentheorie Perspective.
- Current Developments in Sino-Vietnamese Studies.
- A phonological characterization of syllabic intonations in the so-called tone languages.
- The current state of Sino-Vietnamese studies. Journal of Chinese Linguistics.

## Source de la traduction
- (en) Cet article est partiellement ou en totalité issu de l’article de Wikipédia en anglais intitulé « Hashimoto Mantaro » (voir la liste des auteurs).